# Stanley Price
Stanley Price (31 dicembre 1892 – Garden Grove, 13 luglio 1955) è stato un attore statunitense.
Interpretò ruoli, perlopiù secondari, in più di 200 film tra il 1922 e il 1955

## Biografia
La carriera cinematografica di Price si attraversò quattro decenni diversi, dal muto al sonoro fino all'avvento del colore. Debuttò nel film muto Your Best Friend (1922) di William Nigh, nel cui cast vi erano anche Vera Gordon e Harry Benham. In seguito recitò, spesso in ruoli di cowboy, ladro o gangster, in particolare nei serial cinematografici degli anni '30 fino ai primi anni '50.
Il suo talento per la commedia è stato anche ben rappresentato nel film Avventura al Marocco (1942), nella scena di apertura nel bazar, così come nei film dei tre marmittoni Punchy Cowpunchers, Dopey Dicks e Studio Stoops. Ebbe anche almeno 18 crediti come regista di dialoghi per Lippert Studios.

## Filmografia parziale
- Range War, regia di Lesley Selander (1939)
- Avventura al Marocco (Road to Morocco), regia di David Butler (1942)
- Frontier Gunlaw, regia di Derwin Abrahams (1946)
- Heading West, regia di Ray Nazarro (1946)
- Law of the Canyon, regia di Ray Nazarro (1947)
- Sfida all'ultimo sangue (Last of the Wild Horses), regia di Robert L. Lippert (1948)
- The Dalton Gang, regia di Ford Beebe (1949)
- Sheriff of Wichita, regia di R.G. Springsteen (1949)
- Tough Assignment, regia di William Beaudine (1949)
- I ragni della metropoli (Gambling House), regia di Ted Tetzlaff (1950)
- The Daltons' Women, regia di Thomas Carr (1950)
- West of the Brazos, regia di Thomas Carr (1950)
- Marshal of Heldorado, regia di Thomas Carr (1950)
- Cherokee Uprising, regia di Lewis D. Collins (1950)
- The Hills of Utah, regia di John English (1951)
- Night Raiders, regia di Howard Bretherton (1952)
- Texas City, regia di Lewis D. Collins (1952)
- Wyoming Roundup, regia di Thomas Carr (1952)
- Man from the Black Hills, regia di Thomas Carr (1952)
- Park Row, regia di Samuel Fuller (1952)
- Star of Texas, regia di Thomas Carr (1953)
- The Fighting Lawman, regia di Thomas Carr (1953)
- Two Guns and a Badge, regia di Lewis D. Collins (1954)
- Bitter Creek, regia di Thomas Carr (1954)